# Myrick Davies
Myrick Davies († 1781) war ein US-amerikanischer Politiker (Whig).
Sein Vorgänger war Stephen Heard. Davies war von 1780 bis 1781 Gouverneur von Georgia. Nach seinem Tod 1781 wurde Nathan Brownson Gouverneur. Über das Leben von Davies ist fast nichts bekannt. Er wird nicht in der National Governor Association der USA aufgeführt und es gibt auch keinen bibliographischen Eintrag in der New Georgia Encyclopedia, die nur berichtet, dass Davies 1780 Präsident des sogenannten Executive Councils war und in dieser Eigenschaft Gouverneur Heard ersetzte, der zu dieser Zeit vor den Briten nach Carolina geflohen war. Es wird außerdem erwähnt, dass er ermordet wurde. In der Chronik des Burke County wird vermerkt, dass britische Loyalisten einige amerikanische Patrioten, unter ihnen Davies, im Sommer 1781 ermordet hätten.